# Leipziger Vokal-Quartett 1909
Das Leipziger Vokal-Quartett wurde zum Jahresende 1909 in Leipzig als gemischtes Gesangsensemble gegründet.

Leipziger Vokal-Quartett 1909

Die Mitglieder bei Gründung auf dem Foto von links nach rechts:
- Paul Siegenbach (* 8. Januar 1878 in Belgern als Hermann Paul Ziegenbach; † 13. September 1942 in Leipzig), Tenor im Leipziger Männerchor, Buchdrucker, Schriftsetzer, Betriebsleiter
- Margarethe Fritzsche, Sopranistin, Konzertsängerin, Klavierlehrerin
- Ida Elisabeth Grundmann (* 6. Juli 1888 in Leipzig; † 13. September 1943 in Leipzig), verh. Gelbe, Altistin
- Richard Arno Wilhelm Gelbe (* 18. Juni 1879 in Mainz; † 22. Oktober 1966 in Leipzig), Bassbariton im Leipziger Männerchor, Graveur

## Persönliches
Paul Siegenbach war unter den Namen Paul Ziegenbalg auch Mitglied im Kirchl-Quartett. Lange bemühte er sich seinen Familiennamen zu ändern. Dem Antrag wurde im April 1913 stattgegeben.
Arno Gelbe nahm von 1912 bis 1915 Gesangsunterricht an der Leipziger Kunstgesangschule von Dr. Josef Gerhartz. Beide Sänger blieben Laienkünstler, unterbrachen ihre Berufstätigkeit nicht.
Elisabeth Grundmann erhielt von 1908 bis 1910 ihre Ausbildung in der Leipziger Gesangsschule von Oskar Rühle. Wo die Konzertsängerin und Klavierlehrerin Margarethe Fritzsche ausgebildet wurde, ist nicht bekannt.
Die männlichen Mitglieder des Quartetts waren geübte Chorsänger im Leipziger Männerchor unter Gustav Wohlgemuth und bereits als Solisten erfolgreich.
Die künstlerische Leitung diese neuen Leipziger Vokalquartettes übernahm der renommierte Leipziger Theater- und Musikverlagsinhaber, Chor- und Gesangslehrer, Opernsänger Rudolf Ernst Julius Gleißenberg.

## Geschichte
Zum ersten Mal trat das Leipziger Vokal-Quartett am 16. Januar 1910 im Rahmen des 7. Volkstümlichen Konzertes des Windersteinorchesters in der mit 3000 Konzertbesuchern ausverkauften Alberthalle des Leipziger Krystallpalastes an die Öffentlichkeit. Der Kritiker Karg-Elert schrieb darüber: „Höchsten Beifall ernteten (und verdienten) das neugegründete Leipziger Vokal-Quartett mit einigen Entzücken erregenden Madrigalen, deren intensive Pflege dem vortrefflichen Quartett angeraten sein möge.“
Es gab damals in Leipzig keine vergleichbare Kammermusikvereinigung. Der Zeitpunkt, an dem das weltliche Leipziger Vokal-Quartett in die Öffentlichkeit ging, war also denkbar günstig.
Das eigentliche Debüt fand dann am 6. April 1910 in dem 800 Personen fassenden Festsaal des Leipziger Hôtel de Pologne statt. Die freundliche Aufnahme durch das Publikum und die überaus positive Resonanz in der Tagespresse und der Deutschen Sängerbundeszeitung berechtigten zu großen Hoffnungen und zur Weiterführung des eingeschlagenen Weges. Die Leipziger Neuesten Nachrichten lobten den Zusammenklang der für den Quartettgesang prädestinierten Stimmen. Die „ernste musikalische Durcharbeit, edle stimmliche Ausgeglichenheit und vornehme, aller Effektehascherei fremde Vortragsweise gaben dem Abend sein Gepräge… Gerade in der dauernden Zusammenarbeit haben die Leipziger anderen willkürlich und für den einzelnen Fall zusammengesetzten Ensembles viel voraus.“ Hierin lag das „Geheimnis“ für den Erfolg des semiprofessionellen Leipziger Vokal-Quartetts über die vielen Jahre.
Führende Leipziger Musikpersönlichkeiten, wie Max Reger, Gustav Schreck, Gustav Wohlgemuth und Hans Winderstein äußerten sich schon 1911 wohlwollend zum Können des Quartetts. Der Gewandhauskapellmeister Arthur Nikisch meinte: „Ich kenne die Schwierigkeiten des a-cappella-Gesanges nur zu genau und ich habe es nicht für möglich gehalten, dass vier Menschen so schön singen können. Wie aus einem Munde kommen abgeklärt ihre Lieder.“ Mit den Worten: „Weiter so!“ verabschiedete er die Künstler.
Chormeister Gustav Wohlgemuth verpflichtete gern das Leipziger Vokal-Quartett für Konzertreisen seines Leipziger Männerchores nach Hannover (1911), Bremen (1911), Bremerhaven, Norderney (1912) und Wien (1914). Im Konzert des Männerchores am 24. März 1914 im großen Wiener Musikvereinssaal vor 2000 Besuchern sang das Quartett mit Helene Braune, die an Stelle von Margarethe Fritzsche mitgereist war, einige Volkslieder. Das Wiener Publikum war begeistert. „Nicht enden wollender Beifall begleitete jedes dieser meisterhaft gesungenen Lieder.“
Der Tenor Paul Siegenbach wurde am 26. April 1915 zum Kriegsdienst einberufen. Damit war die Existenz des Quartetts gefährdet. Um ein Fortbestehen des Quartetts zu sichern, musste es künstlerisch und wirtschaftlich neu aufgestellt werden.
Ein Jahr später, am 3. Mai 1916, wurde ein Leipziger Vokal-Quartett e. V. mit der jungen Sopranistin Charlotte Schaedrich und dem Tenor Karl Sonne gegründet und wie folgt eingetragen:
Der Zweck des Vereins ist:
a) Pflege des gemischten Quartettgesanges des Kunst- und Volksliedes
b) Die Veredelung des Volkslebens und die Kräftigung deutscher vaterländischer Gesinnung. Zur Erreichung dieses Zweckes veranstaltet der Verein selbst Proben und Konzerte oder wirkt bei vaterländischen Veranstaltungen und künstlerischen Konzerten mit. Vorsitzender ist zurzeit der Graveur Arno Gelbe in Leipzig Eutritzsch, Katzbachstraße 40, wohnend.
Die Mitglieder des Vereins:

Leipziger Vokal-Quartett 1916, von links nach rechts Karl Sonne, Elisabeth Gelbe, Charlotte Schaedrich, Arno Gelbe.

- Arno Gelbe, als neuer Leiter des Quartetts
- Karl Sonne (* 8. Mai 1881 in Leipzig; † 12. November 1964 in Leipzig), Notendruck-Maschinenmeister, Tenor, Chorleiter, stellvertretender Leiter des Quartetts
- Charlotte Schaedrich (* 19. Dezember 1896 in Teuchern; nach 1970), Sopran, Konzertsängerin, Operettensängerin
- Elisabeth Gelbe-Grundmann, Alt
- Carl Schönherr, Kantor der Leipziger Marcus-Kirche, Komponist, stellv. Chorleiter des Männergesangsvereins „Concordia“, künstlerischer Mentor des Quartetts und  gelegentlich Begleiter am Piano.
- Emil Bödemann (1861–1945), Maurermeister, Baumeister
- Karl Wilke, Redakteur
- Otto Oertel, Schriftsetzer, Grundstückseigentümer Katzbachstr. 4 (Wohnung von Familie Gelbe)

Das neu formierte Quartett auf den Foto von links Karl Sonne, Elisabeth Gelbe-Grundmann, Charlotte Schaedrich und Arno Gelbe.

Karl Sonne, Tenor ab etwa Jahresende 1915 im Quartett, war ein geübter Chorsänger, Tenorsolist, Sänger in der Chorgemeinschaft „Sängerkreis Leipzig-Sellerhausen“ und Mitglied des renommierten Männergesangvereins „Concordia“. Von Carl A. M. Schiebold, einem Leipziger Chorleiter, Komponist und Gesangslehrer erhielt er eine kurzzeitige Gesangsausbildung. Sein Lehrer bestätigte ihm eine schöne Naturstimme, eine hohe Musikalität und bezeichnet ihn als einen der zuverlässigsten Blattsänger, die er je in seiner Laufbahn als Gesangslehrer kennengelernt habe. Er war sein ganzes Arbeitsleben in der Leipziger Notenstecherei und -druckerei Geidel beschäftigt. Mit Firmenchef Moritz Geidel, dem Gründer und Dirigenten des Männergesangvereins „Concordia“, wird das gesamte Quartett einen großzügigen Förderer und Unterstützer gehabt haben.

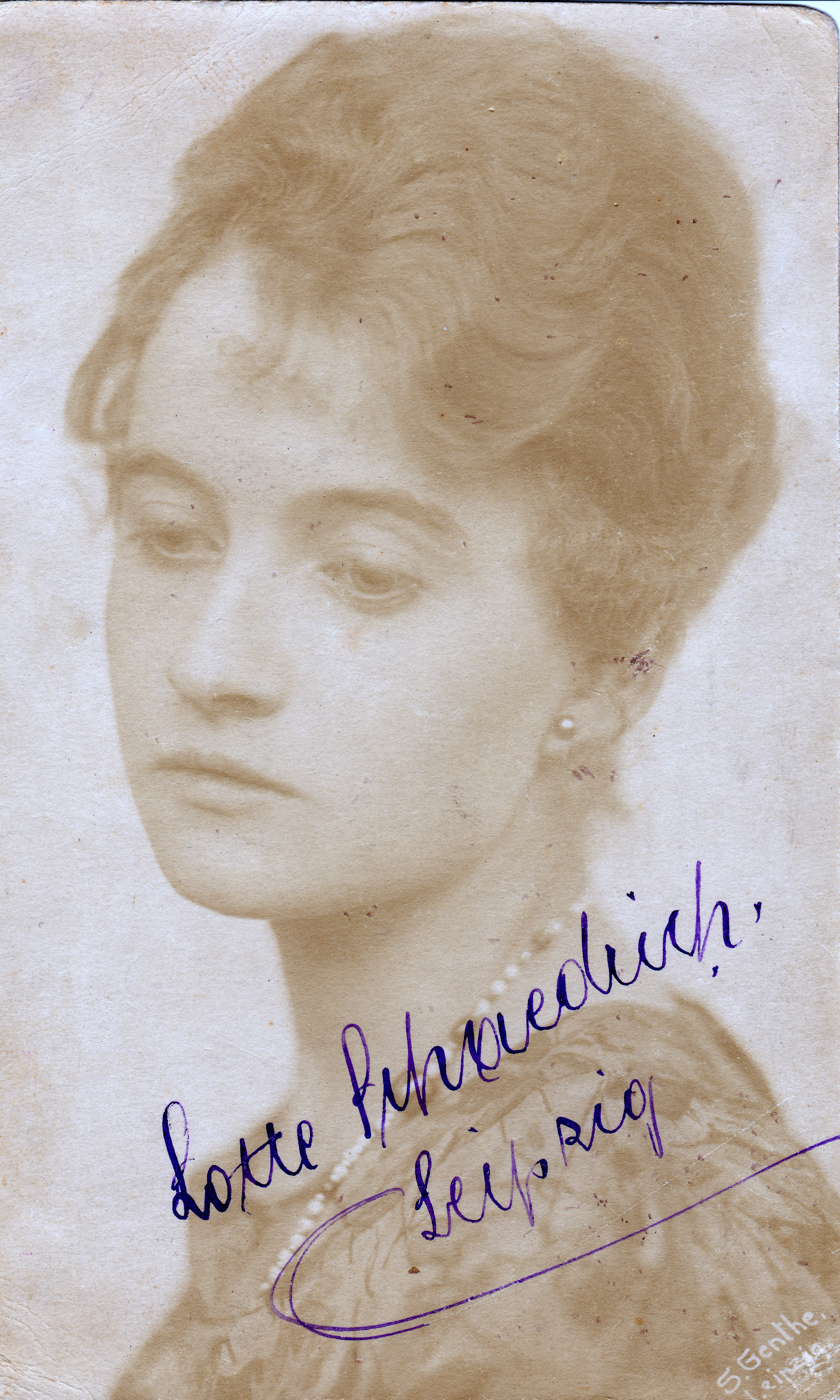
Charlotte Schaedrich März 1919

Auch mit Emil Bödemann, Ehrenmitglied des Deutschen Sängerbundes, Beisitzer im Leipziger Gausängerbund, Vereinsvorsitzender des Männergesangsvereins „Concordia“ und Kopf der „Emil-Bödemann-Stiftung“, ist ein potenter Mäzen des Chor- und Musiklebens Leipzigs im Vorstand des Quartetts vertreten.
Die Sopranistin Charlotte Schaedrich hatte am 8. September 1918 ihren letzten Auftritt mit dem Leipziger Vokal-Quartett. Anschließend setzte sie ihre Karriere an den großen Operettenbühnen in Leipzig, am Residenztheater Dresden und am Centraltheater Chemnitz, später Karl-Marx-Stadt, in unzähligen Rollen, auch als Opernsängerin, oft als lebenslustige Soubrette, bis 1970 erfolgreich fort.
Das Quartett zeichnete sich nicht nur durch eine höchsten Ansprüchen genügende Gesangskultur aus, sondern auch in der Kontinuität der Zusammenarbeit. Nur die Sopranstimme musste in Verlaufe der Zeit mehrfach neu besetzt werden.
Nach Charlotte Schaedrich übernahmen den Sopran im Quartett die Konzertsängerinnen
- ab Oktober 1918 Marte Brautzsch,
- ab Juli 1923 Elly Opitz (* 21. Juni 1884 in Leipzig; † 16. Februar 1973 in Leipzig),
- ab November 1929 Ursula Thate (* 23. März 1907 in Leipzig; † 3. August 1982 in Leipzig) bis zur Auflösung des Quartetts 1938.

Die Konzertsängerin Elly Opitz hatte mehrere Auftritte im Leipziger Gewandhaus, sang häufig in der Leipziger Universitätskirche und unzählige Male im Rundfunk.
Die Sopranistin Ursula Thate sang im Chor des Reichssenders Leipzig, wurde nach München und weiter nach Linz „abgeordnet“. Nach Kriegsende gehörte sie dem Rundfunkchor Leipzig bis zu ihrem Ruhestand 1967 an. In einer Aufführung Bruckners Messe in e-Moll am 20. November 1935 mit dem Riedelverein und dem Leipziger Sinfonieorchester übernahm sie die Sopranpartie.
Das Leipziger Vokal-Quartett gab deutschlandweit Konzerte. In Leipzig und im mitteldeutschen Raum fand die größte Anzahl der Konzerte statt. Aber auch in Lodz, Grodno ist das Soloquartett mit Erfolg aufgetreten. Es gestaltete A-cappella-Liederabende, arbeitete mit Chören und Orchestern zusammen, sang mehrmals im Rundfunk, trat in Festsälen, in Konzertsälen und in Kirchen zu den unterschiedlichsten Anlässen auf. Es können etwa 120 Auftritte des Leipziger Vokal-Quartetts in 50 Orten auf Grundlage erhaltener Konzertprogramme und einer Vielzahl datierter Konzertkritiken nachgewiesen werden. Mitte 1918 waren die Künstler mehrere Wochen zur Soldatenbetreuung in Wilna (Vilnius).
Der Leipziger Vokal-Quartett e. V. löste sich wegen schikanierender Bürokratie und Eingriffen in künstlerische Belange am 9. November 1938 einvernehmlich auf.

## Repertoire
Die Auswertung der etwa 80 erhaltenen Original-Konzertprogramme von 1911 bis 1933 ergab ein Repertoire von mehr als 230 Titeln. Darunter sind Madrigale, Lieder aller Stilepochen bis zu modernen Kompositionen ihrer Zeit und Volkslieder zu finden.
Höhepunkte im Schaffen waren Konzerte mit Chor und Orchester, wobei dem Quartett die Solistenstimmen übertragen wurden.
- Wachet auf ruft uns die Stimme, Kantate für Soli und gem. Chor, Johann Sebastian Bach
- Drei bibl. Szenen für Soli und gem. Chor, Heinrich Schütz (1585–1672), Pharisäer und Zöllner; Osterdialog; Der zwölfjährige Jesus im Tempel
- Die Schöpfung, Oratorium, Joseph Haydn (1732–1809), Solostimmen (Gabriel, Eva, Uriel, Raphael)
- As-Dur-Messe, Nr. 5, Franz Schubert, Reichenbach, Vogtland

„Das Leipziger Vokalquartett eignet sich gerade für dieses Werk vorzüglich, da die Solisten vielfach als Quartett Verwendung finden und man nicht leicht ein besser zusammengesungenes, prächtiger ausgeglichenes Soloquartett finden wird. Mit dem „Benedictus“ im 4. Satz erzielte das Quartett den Höhepunkt seiner durchgehend glänzenden Leistungen und man kann dasselbe für ähnliche Fälle bestens empfehlen.“
- Der Rose Pilgerfahrt, Oratorium, Robert Schumann
- Neunte Sinfonie, Ludwig v. Beethoven, 4. Satz

Besonders erwähnenswert ist der Auftritt des Solistenquartetts in einer Aufführung der Neunten Sinfonie am 3. November 1921 im Theater Döbeln mit dem Döbelner Stadtorchester. Der Kritiker schreibt: „Für die Güte eines Soloquartetts ist die Neunte ein Prüfstein. Die … restlose Beherrschung der großen Schwierigkeiten befähigten das Quartett, auch an ihrem Teile mit beizutragen, uns die Neunte zu einem Erlebnis zu machen. Vier Künstler haben sich hier zusammengefunden und haben durch weise Selbstzucht diesen, wie von einem Instrument erzeugten Klang zu Wege gebracht.“
Der Auftritt in Döbeln war eine überzeugende Leistung und stellte einen Höhepunkt in der Konzerttätigkeit des Soloquartetts dar.
Anerkennung und gegenseitige Achtung wurden dem Quartett mit gewidmeten Kompositionen oder Lied-Einrichtungen für gemischtes Soloquartett entgegengebracht.
- Laß auf deine Hilfe, Gott, Gebet, nach Paul Gerhard, Satz J. Sturm
- Kriegergrab, gewidmet von Carl Schönherr, Text Karl Hildebrand
- Schlummerlied, in Verehrung gewidmet von Bruno Friese, Text von H. Klausnitz
- Die Amsel träumt, gewidmet von O. Löffler, Text von Max Geissler
- Der verschmähte Freier, gewidmet von Moritz Geidel
- Abendständchen, Text und Musik gewidmet von Carl Schiebold
- Leichtsinn, Gustav Wohlgemuth
- Wiegenlied, Alexander Tichonowitsch Gretschaninow (1864–1956), bearbeitet von V. C. Schröter, 2. Vers Text von Charlotte Schaedrich

## Tondokumente
1911 und 1912 erschienen Schellackplatten des Leipziger Vokal-Quartetts bei dem Leipziger Label Symphonion (Matrizen-Nummer in Klammern). Es liegen zwei Besprechungen von 1911 aus der Phonografischen Zeitschrift vor.
- Die Abendglocken (Franz Abt). 10603 (2865)
- O du himmelblauer See (Alois Berla / Carl Millöcker). Symphonion 10 913

Das Lied [O du himmelblauer See] wird „recht lieb und effektvoll vom gemischstimmigen Leipziger Vokal-Quartett gesungen.“
- Mondschein am Himmel (Wohlgemuth). 10914 (3294)
- Tanzlied (Morley, bearb. Max Reger). Symphonion 10916

„Ganz Entzückendes bringt das gemischtstimmige Leipziger Vokal-Quartett mit M. Regers „Tanzlied“ (10916). Hier kann man schon ganz strengen Maßstab an die Beurteilung setzen, um doch wirklichen künstlerischen Gewinn mit heimzunehmen. … Der Sopran könnte in den Hochtönen sicherer treffen; kleine (ganz unbedeutende) Schwankungen sind vorhanden. Wie aber die Mittelstimmen, auch der Bass, klingen, wie man da alles mit lebensvollster Plastik hinstellt, nirgends den sogenannten Kammerton aufgibt, auf geschmeidige Beweglichkeit, dabei Sauberkeit hält, das ist hoch anzuerkennen.“
- Wo die Alpenrosen blüh’n (Westermayer). 10924 (3307 B)
- Wer hat dich, du schöner Wald (Mendelssohn). 10996 (3351)
- Die Nachtigall (Mendelssohn). 10997 (3353)
- Morgengebet, O wunderbares tiefes Schweigen (Mendelssohn). 10998 (3354)
- Süsses Lieb (Madrigal, John Dowland, Julius Witt). 11001 (3357)
- Die Thräne (A. Brandes, Julius Witt). 11004 (3360)
- Die Königskinder (Mendelssohn). 11005 (3361)
- Wohlauf, gen Bethlehem (Melodie aus dem 15. Jahrhundert; Riedel). 11124 (3545)
- Bleibe bei uns (Abendlied, Luise Reichardt). 11125 (3546)
- Wie’s daheim war (Gustav Wohlgemuth, Peter Cornelius). 11126 (3548)
- Spinn, spinn, Leipziger Vokalquartett (aus dem Schwedischen, estländische Volksweise, Hugo Jüngst). 11127 (3550)

Das Leipziger Label Grau & Co. Leipzig gab später drei Nachpressungen als Grau’s Doppelplatte heraus:
- Wer hat dich, du schöner Wald (Mendelssohn). 6186 (3351)
- Die Abendglocken (Franz Abt). 6187 (2865)
- Wo die Alpenrosen blüh’n (Westermayer). 6187 (3307 B)

Weitere Schallplatten oder Rundfunkmitschnitte sind nicht vorhanden.